# Ermita de les cases d'Urpinell
L'ermita de les cases d'Urpinell és un edifici de Mediona (Alt Penedès) inclòs a l'Inventari del Patrimoni Arquitectònic de Catalunya.

## Descripció
Planta rectangular que s'apropa al quadrat. Element constructiu bàsic: pedra. El sostre era a doble vessant i a la part del davant del sostre-façana encara es conserva el petit campanar. Fa molts anys, conservava la imatge d'un sant i una altar de pedra probablement calcària. Té un òcul que tenia representat l'escut de la casa: 1 barra d'or (OR), un pí (PI), una anell (NELL): ORPINELL.

## Història
A la casa senyorial que se li adossa hi ha una antiga inscripció: JHS 1601 (data de fundació). Al darrere de l'església, a uns 20 m hi ha les restes d'una ermita visigòtica amb absis semicircular. Molt a prop hi ha unes pedres enormes, escuadrades, que formaven el basament d'un castell o probablement d'una torrassa.